# Tha Hla
Tha Hla (en birmano: သာလှ, pronunciado /θà l̥a̰/; 1916– ?) fue un notable botánico, curador, profesor explorador, y director de silvicultura birmano.
Comenzó su carrera en la silvicultura birmana alrededor de 1934. En 1951, junto con Chit Ko Ko se unieron al botánico inglés Francis Kingdon-Ward y llevaron a cabo más investigaciones sobre la flora en Birmania. Partieron en una expedición y llegaron a Hkinlum, tras varios días en la región alpina donde podían esperar encontrar plantas resistentes. Durante la expedición, se informó que Tha Hla se perdió mientras buscaba nuevos Rhododendrons. Varias personas salieron a buscarlo; preparándose para una búsqueda completa por la mañana, pero él regresó al campamento a altas horas de la noche. Durante el viaje, también se informó que Tha Hla tenía una astilla clavada en el ojo, lo que le provocó un dolor intenso durante algunos días. Sin embargo, la expedición fue un éxito y el equipo recolectó 37 especies de rododendros; y, cerca de 100 otras especies y 1400 especímenes de herbario, incluida el lirio epífito Lilium arboricola y Lonicera hildebrandiana, con enormes flores.

## Otras lecturas
- 2013. Biological Resources and Migration. Ed. ilustrada de Dietrich Werner. Editor Springer Science & Business Media, 363 p. ISBN 3662060833, ISBN 97836620060834

- 1960. The Indian Forester, v. 86. Editor R. P. Sharma, Business Manager, Indian Forester.